# روز مول
روز مول یک عید غیررسمی در میان دانشجویان شیمیو دوستداران این دانش است که در ۲۳ اکتبر (اول آبان ماه) میان ۶:۰۲ صبح تا ۶:۰۲ بعد از ظهر گرامی داشته می‌شود.
پیشینه این روز به عدد آووگادرو باز میگردد، زیرا وقتی به روش تاریخ‌نویسی آمریکایی تاریخ این روز را بنویسید به صورت ۶:۰۲ ۱۰/۲۳ نوشته می‌شود که یادآور عدد آووگادرو و بیانگر شمار ذرات (اتم یا مولکول) در یک مول از ماده است که برابر با ۶٫۰۲×۱۰۲۳ می باشد. به بیان ساده این عدد، تعداد ذره‌های موجود در یک مول از یک ماده است. شیمیدان‌ها جرم یک مول یا اتم را «اتم گرم» می‌گویند و آن را برحسب گرم بیان می‌کنند. جرم یک مولاز مولکول‌های یک ماده هم که «مولکول گرم» نامیده می‌شود بر اساس اتم گرم اتم‌های سازنده آن به آسانی قابل محاسبه است. عدد آووگادرو، برابر  6.02*۱۰۲۳ در سده ی 19 میلادی، به افتخار “آمدئو آووگادرو” دانشمندي ایتالیایی نامگذاری شد. این دانشمند در سال 1811 ثابت نمود که حجم های برابر از گازهای گوناگون، در دما و فشار ثابت دارای تعداد مولکول های یکسان هستند و امروزه این مفهوم را ” قانون آووگادرو” می نامند و این عدد با نماد N یا  NAنمایش داده می شود.

## ریشه
ریشهٔ روز مول به مقاله‌ای در مجلهٔ معلم علوم (The Science Teacher) در دههٔ ۱۹۸۰ بازمی‌گردد که الهام بخش یک معلم شیمی دبیرستان در پریری دو چیئن، ویسکانسین، به نام موریس اوهلر بود. او روز ملی مول را در ۱۵ مه ۱۹۹۱ پایه‌گذاری کرد. او که جوایز متعددی را در عرصه شیمی و فعالیت‌های اجتماعی دریافت کرده بود، پیشنهاد داد تا عدد «آووگادرو» ۶.۰۲ ضرب در ۱۰ به توان ۲۳ را متناظر با شیوه نمایش زمان و تاریخ آمریکایی (ماه روز ساعت)، معادل با ساعت ۶:۰۲ روز ۲۳ اکتبر در نظر بگیرند. ۲۳ اکتبر (ماه دهم میلادی) از روی عدد آووگادرو که ۱۰ به توان ۲۳ دارد اقتباس شده است و با وجود غیررسمی بودن این روز اما تا به امروز، هر ساله بسیاری از دبیرستان‌ها در آمریکا، آفریقای جنوبی، استرالیا و کانادا این روز را با فعالیت‌های مربوط به شیمی جشن می‌گیرند تا دانش آموزان را به این دانش علاقه‌مند کنند.